# 宋之樹
宋之樹（？年—？年），字鶴千。山東省登州府文登縣湯村店子（今屬威海市文登市）人，清朝政治人物。

## 生平
康熙五十三年（1714年）甲午科山東鄉試舉人。
康熙五十四年（1715年）乙未科第三甲第八十五名同進士出身。
雍正元年（1723年）授山西猗氏縣知縣。
七年（1729年）重輯《猗氏縣志》八卷。
九年（1731年）任滿去職，未再補銓官職。